# 札幌市立和光小学校
札幌市立 和光小学校（さっぽろしりつ わこうしょうがっこう）は、北海道札幌市北区北34条西7丁目3番2号に所在する公立小学校。1965年開校。児童数は498名。札幌市立北陽中学校が隣接する。

## 教育目標
- 未来を創る豊かな心とたくましいからだを育てる
- たしかな考えをもち、進んで行動する〈考える子〉
- ものごとに熱中し、ねばり強くとりくむ〈熱中する子〉
- やさしい心をもち、仲よく助け合う〈やさしい子〉
- しなやかな発想をもち、新しいものを創りだす〈夢をもつ子〉